# Philippe Meyer (physicien)
Pour les articles homonymes, voir Meyer et Philippe Meyer.
 (avril 2016).
Philippe Meyer, né le 22 avril 1925 à Paris et mort le 9 novembre 2007 à Neuilly-sur-Seine, est un physicien et collectionneur français.

## Biographie
Philippe Meyer est le fils de d'André Meyer, un associé de la banque Lazard, considéré alors comme le plus important financier du monde occidental. En 1938, ses parents émigrent aux États-Unis. Revenu en Europe pour s'engager dans la guerre, après une formation militaire en Grande-Bretagne, il participe au débarquement de Provence et à la libération de la France. il repart ensuite aux États-Unis pour finir ses études à Harvard où il obtient une thèse de physique théorique. Philippe Meyer s'installe alors à Paris avec son épouse et travaille à partir de 1948 dans différents laboratoires, à Orsay et à Saclay (Essonne) puis à l'École normale supérieure à Paris.

### Le collectionneur
Ayant hérité de son père d'une fortune et d'un goût très sûr, il a contribué dans les années 1980 au financement d'acquisitions pour le musée d'Orsay, notamment pour des tableaux majeurs de l'histoire de l'art moderne comme Le Talisman de Paul Sérusier ou L'Autoportrait au Christ jaune de Paul Gauguin.
En 2000, il devient l'un des plus généreux donateurs des musées de France en offrant anonymement une très belle collection : des Cézanne, des Manet, des Bonnard, des Vuillard pour Orsay, des Giacometti et Tal Coat pour le musée Granet d'Aix-en-Provence ainsi qu'un Klee, un Picasso, un Mondrian et des Bram Van Velde.
La Fondation Philippe Meyer, qui poursuit l’œuvre de celui-ci, a offert un important paysage de Pierre Bonnard, Vue du Cannet de 1927.  Ce tableau a été déposé par Orsay au nouveau musée Bonnard du Cannet, inauguré en juin 2011.

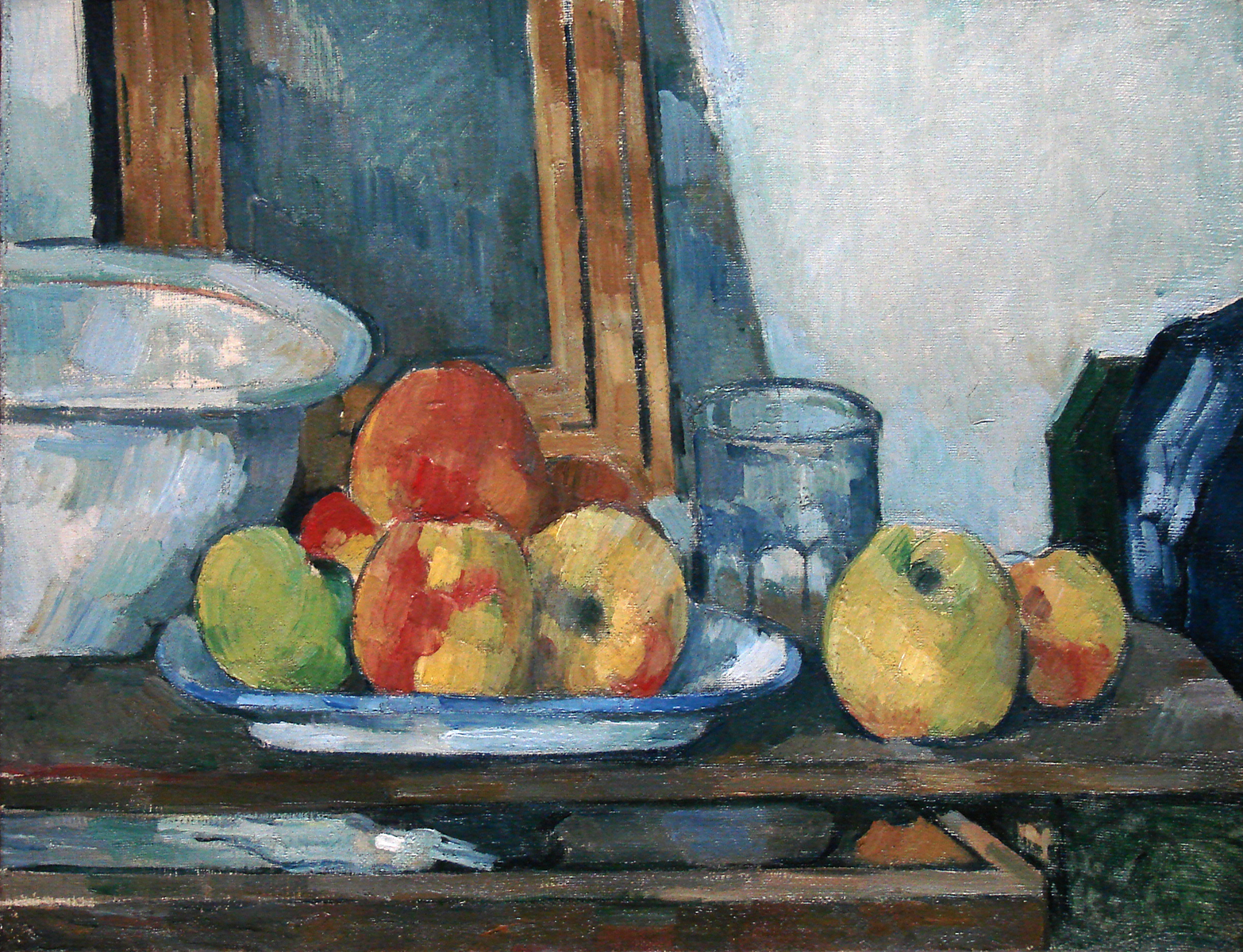
Paul Cézanne, Nature morte au tiroir ouvert, 1877-1879 – Musée d'Orsay, Paris.
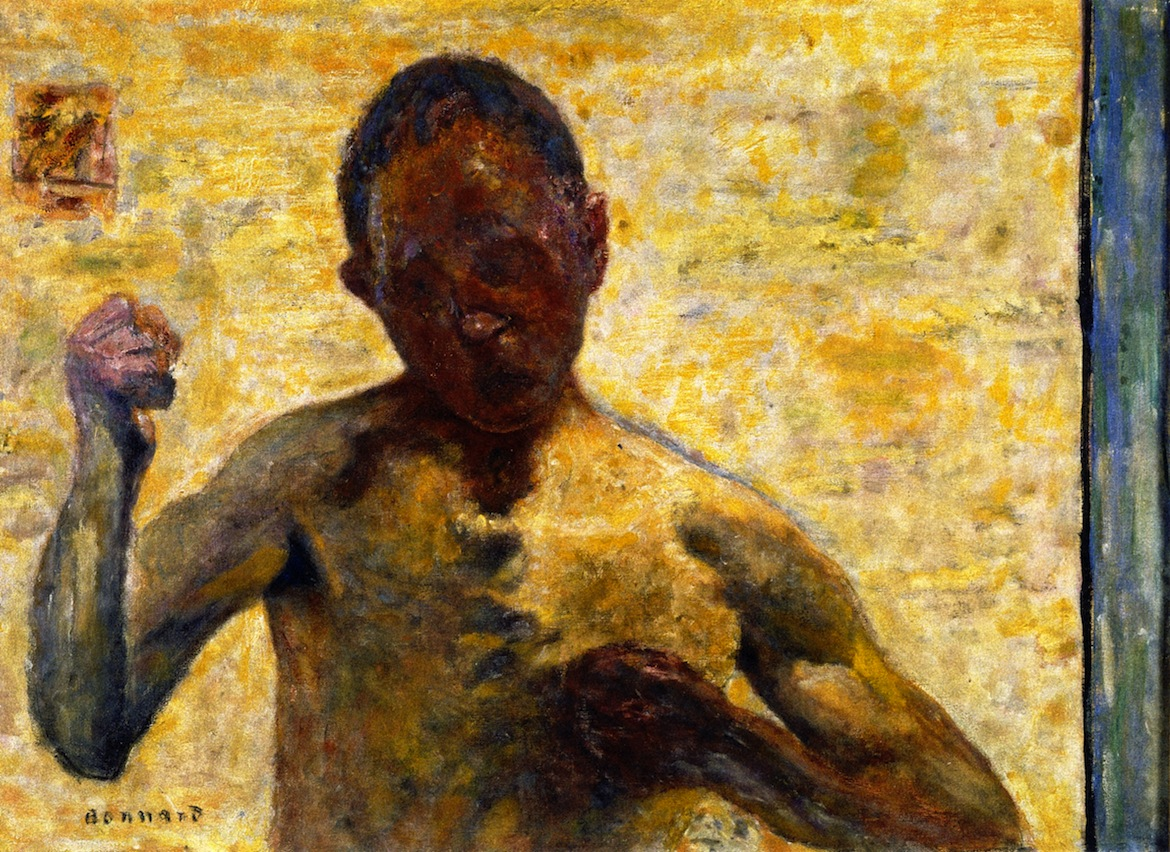
Pierre Bonnard, Le Boxeur, 1931 – Musée d'Orsay, Paris.